# Diphénylpicrylhydrazyle
Pour les articles homonymes, voir DPPH.
Le 2,2-diphényl 1-picrylhydrazyle (DPPH) est un radical libre. Le composé est utilisé pour mesurer l'activité antioxydante d'une substance par sa capacité à piéger les radicaux libres du DPPH.
Le composé permet également la conversion de la procyanidine B1 (procyanidine de type B) en la procyanidine A1 (procyanidine de type A), ou la procyanidine B2 en procyanidine A2, par réaction d'oxydation radicalaire en conditions neutres.